# Gitmo - Le nuove regole della guerra
Gitmo - Le nuove regole della guerra (Gitmo: Krigets nya spelregler), noto anche con il titolo internazionale Gitmo: The New Rules of War, è un documentario svedese pubblicato nel 2006 da Erik Gandini e Tarik Saleh.

## Trama
Nel 2003, quando il cittadino svedese Mehdi Ghezali si trovava detenuto a Guantanamo da oltre un anno e la sua vicenda comincia ad attirare l'attenzione dei media svedesi, Erik e Tarik iniziano a filmare il documentario e visitano la base di "Gitmo". Mehdi Ghezali verrà rilasciato nel 2004 e potrà essere intervistato.

## Riconoscimenti
- 2006 - Seattle International Film Festival
  - Primo premio
- 2006 - Miami International Film Festival
  - Premio speciale della giuria
- 2006 - Festival delle Libertà di Bruxelles
  - Primo premio
- 2006 - Music Film Festival di Auxerre
  - Premio per la miglior musica